# Portugals håndboldlandshold (herrer)
Portugals håndboldlandshold er det portugisiske landshold i håndbold for mænd, som også deltager i internationale håndboldkonkurrencer. Det har bl.a deltaget i VM, EM og OL. Det reguleres af Portugals håndboldforbund.
Landsholdet deltog for første gang ved et europamesterskab i 2000, hvor man blev nummer 7 ud af 12. Holdet deltog også ved de næste EM-slutrunder frem til EM 2006 i Schweiz, hvor man blev nummer 5. Derfra gik der 14 år inden de igen deltog ved EM 2020 i Østrig/Schweiz/Norge, hvor holdet overraskede med sejre over håndboldmastodonter som Frankrig, Sverige og Ungarn. Holdet blev derefter nummer 6 ved slutrunden, efter et nederlag i kampe om 5. pladsen til Tyskland. Holdet kvalificerede sig efterfølgende også til VM 2021 i Egypten og senere Sommer-OL 2020 i Tokyo, hvilket også var første gang i dets historie.
Fremme ved VM i 2025 i Danmark/Kroatien/Norge kvalificerede de sig til VM-semifinalen for første gang, efter en sejr over Tyskland i kvartfinalen.

## Resultater

### VM i håndbold
- 1997: 19. plads
- 2001: 16. plads
- 2003: 12. plads
- 2021:	10. plads
- 2023: 13. plads
- 2025: 4. plads

### EM i håndbold
- 1994: 12. plads
- 2000: 7. plads
- 2002: 9. plads
- 2004: 14. plads
- 2006: 15. plads
- 2020: 6. plads
- 2022: 19. plads
- 2024: 7. plads

## Seneste trup
Nuværende trup til VM i håndbold 2025 i Norge/Kroatien/Danmark.
Landstræner:  Paulo Pereira
| Nr. | Navn                 | Position     | Kampe | Mål | Klub                        |
| --- | -------------------- | ------------ | ----- | --- | --------------------------- |
| 4   | Pedro Portela        | Venstre back | 146   | 483 | Sporting CP                 |
| 9   | Victor Iturriza      | Stregspiller | 46    | 154 | FC Porto                    |
| 14  | Rui Silva            | Playmaker    | 137   | 242 | FC Porto                    |
| 16  | Diogo Rêma Marques   | Målvogter    | 18    | 0   | FC Porto                    |
| 21  | Leonel Fernandes     | Venstre fløj | 52    | 101 | FC Porto                    |
| 23  | Diogo Branquinho     | Venstre fløj | 94    | 203 | Sporting CP                 |
| 24  | Alexandre Cavalcanti | Venstre back | 87    | 110 | MT Melsungen                |
| 25  | António Areia        | Højre fløj   | 99    | 285 | Tremblay-en-France Handball |
| 26  | Francisco Costa      | Højre back   | 30    | 101 | Sporting CP                 |
| 31  | Salvador Salvador    | Venstre back | 29    | 56  | Sporting CP                 |
| 42  | Gustavo Capdeville   | Målvogter    | 54    | 0   | S.L. Benfica                |
| 65  | André Sousa          | Playmaker    | 7     | 13  | ABC/UMinho                  |
| 66  | João Gomes           | Højre back   | 2     | 3   | Sporting CP                 |
| 79  | Martim Costa         | Højre back   | 28    | 111 | Sporting CP                 |
| 82  | Lúis Frade           | Stregspiller | 72    | 160 | FC Barcelona                |
| 88  | Fábio Magalhães      | Venstre back | 183   | 351 | FC Porto                    |